# Zdzisław Ćmoch
Zdzisław Ćmoch (ur. 17 czerwca 1958 w Kątach Zdrojach) – polski publicysta, poeta, malarz, historyk-regionalista, działacz społeczny. 

## Życiorys
Dzieciństwo spędził w Dębem Małym. Działalność artystyczną rozpoczął będąc jeszcze dzieckiem, a pierwsze dojrzałe wiersze powstały, gdy uczęszczał do Liceum Ogólnokształcącego im. A. Mickiewicza w Mrozach. Później przyszedł czas na malarstwo – ok. 60 obrazów olejnych (Muzeum Pożarnictwa w Kotuniu) i działalność w muzycznym zespole „Rodeo'77”. 
Po ukończeniu Pomaturalnego Studium Zawodowego w Mińsku Maz., Studium Pedagogicznego w Rembertowie i studiów na Wydziale Humanistycznym Akademii Podlaskiej, podjął pracę jako nauczyciel w Dębem i Transborze, a od 2000 r. w gimnazjum w Latowiczu i Wielgolesie. W 1987 r. został wyróżniony w Ogólnopolskim Konkursie Literackim im. Jana Pocka. Lider Szkolnego Klubu Krajoznawczo-Turystycznego i Młodzieżowego Koła Filatelistyczne. Od 1998 r. podjął współpracę z Fundacją Przyjaciół Latowicza, a od 2000 r. redaktor naczelny Zeszytów Historycznych Latowicza.